# Fernmeldeturm Lamstedt
Der Fernmeldeturm Lamstedt ist ein 171 Meter hoher Fernmeldeturm der Deutschen Funkturm im Lamstedter Ortsteil Wohlenbeck. Er liegt 750 m von der Bundesstraße 495 entfernt. Er gehört zu den höchsten Typentürmen (FMT2/81) der Deutschen Telekom AG, er wird aber trotz seiner Höhe und des Glasfaserzylinders auf der Spitze nicht zur Verbreitung von Fernseh- und Hörfunkprogrammen genutzt. Die Glasfaserspitze  wurde inzwischen entfernt, sodass der Turm nur noch 138 m hoch ist. Zu Winterzeiten kann man den Turm sogar von Abbenseth aus gut sehen. Nachts ist der Turm, durch die roten Lichter (Flugwarnbefeuerungen), bis nach Iselersheim zu sehen.